# 1911-es magyar asztalitenisz-bajnokság
Az 1911-es magyar asztalitenisz-bajnokság a hetedik magyar bajnokság volt. A bajnokságot március 18. és 19. között rendezték meg Budapesten, az MTK rendezésében (Ferenciek tere 3.).

## Eredmények
| Versenyszám  | Arany                               | Arany | Ezüst                                | Ezüst | Bronz                            | Bronz |
| ------------ | ----------------------------------- | ----- | ------------------------------------ | ----- | -------------------------------- | ----- |
| Férfi egyéni | Mechlovits Ármin MTK                |       | Székely Zoltán MTK                   |       | Jacobi Roland MTK                |       |
| Férfi páros  | Jacobi Roland, Mechlovits Ármin MTK |       | Mellinger László, Székely Zoltán MTK |       | Biró Károly, Kehrling Béla 33 FC |       |

Megjegyzés: A Pesti Hírlap szerint férfi párosban második Székely Zoltán (MTK), Kehrling Béla (33 FC), harmadik nincs.